# Naso (Sicília)

Ubicació de Naso (Sicília) dins de la província

Naso (sicilià Nasu) és un municipi italià, dins de la ciutat metropolitana de Messina. L'any 2005 tenia 4.333 habitants. Limita amb els municipis de Brolo, Capo d'Orlando, Castell'Umberto, Ficarra, Mirto, San Salvatore di Fitalia i Sinagra.

## Administració
| Període | Identitat         | Partit        |
| ------- | ----------------- | ------------- |
| 2007-   | Vittorio Emanuele | Llista cívica |